# HLE 11
De locomotief reeks 11 is een type elektrische locomotief dat sinds 1986 werd ingezet door de NMBS. De locomotieven werden speciaal gebouwd voor het trekken/duwen van de Beneluxtreinen tussen Amsterdam Centraal en Brussel-Zuid en werden tot 2009 uitsluitend op deze verbinding ingezet. In 2009 verhuisden ze voor enige tijd naar binnenlandse Belgische treindiensten, tot ze in 2012 definitief uit dienst gehaald zijn.
Deze locomotieven zijn, net als de reeks 12, gebaseerd op de eerder gebouwde reeks 21. Ze werden speciaal gebouwd voor de Beneluxdienst en hebben daarom omvormers om zowel onder de Belgische bovenleidingsspanning van 3000 V, als onder de Nederlandse van 1500 V te kunnen rijden, zonder vermogenverlies.
Er werden in 1985-1986 twaalf locs van dit type gebouwd, deze kregen de nummers 1181 t/m 1192, om verwarring met de toen nog in dienst zijnde 1100-serie van de Nederlandse Spoorwegen te voorkomen. De locs kregen, als enige NMBS-locomotieven, een afwijkende rood/gele kleurstelling, gelijk aan die van de NS-Intercityrijtuigen die in combinatie met deze locomotieven werden gebruikt. In 2007 hebben alle Beneluxrijtuigen, met uitzondering van de stuurstanden, de NS Hispeed-kleurstelling gekregen, de locomotieven behielden de originele kleuren.
De laatste jaren van de inzet in de internationale dienst hadden deze locomotieven steeds vaker te maken met technische problemen, vaak met vertragingen tot gevolg. In de loop van 2009 zijn steeds meer van deze locomotieven vervangen door de nieuwe TRAXX-locomotieven. De locomotieven reeks 11 worden vanaf de herfst van 2009 ingezet voor nationale IC- en P-treinverbindingen, hoofdzakelijk die tussen Schaarbeek en Moeskroen. Met ingang van 13 december 2009 worden ze niet meer op de verbinding Amsterdam-Brussel ingezet. Tot 12 december 2009 kwamen ze nog weleens voor in de Beneluxdienst, vanwege beperkte materieelbekendheid van Belgische machinisten op de TRAXX-locomotieven.

## Techniek
De HLE 11 bezit vier tractiemotoren van ACEC), type 622 S. Elk hebben zij een vermogen van 787 kW onder een spanning van 1400 V=. De spanning van de bovenleiding wordt omgezet in een voor de motoren geschikte spanning door een thyristor-chopper van ACEC. Deze chopper gebruikt een vaste frequentie van 200 Hz die bij het vertrek waarneembaar is als een zoemend geluid.

## Afvoer
In het voorjaar van 2020 zijn de locomotieven na 8 jaar terzijde te hebben gestaan, verkocht voor sloop aan Ecore in Aubange, waarna de locomotieven in augustus 2020 naar de sloper zijn overgebracht. De 1187 is het enige overgebleven exemplaar en staat gestald in de museumbewaarplaats van Train World te Melle.

## Trivia
- Locomotief 1185 was geschilderd in een lichtere kleur geel dan de andere locomotieven van de reeks. Na een brand in 2005 is dit echter ongedaan gemaakt.
- Op verzoek van de Nederlandse Spoorwegen[bron?] is locomotief 1192 uitgerust met een pantograaf van het type Faiveley. Deze lijkt op de pantografen die gebruikt worden op de reeks 13.
- In tegenstelling tot de zusterreeksen hierboven besproken, is de maximale snelheid van de reeks 11 slechts 140 km/h (tegenover 160 bij de andere reeksen). Dit was geen operationeel probleem, omdat de IC B, de enige dienst waarin de reeks 11 jarenlang dienstdeed, voor het grootste deel van de route (met uitzondering van het stuk Antwerpen-Kontich) niet over sporen met een baanvaksnelheid van meer dan 140 km/h reed.
- Op de laatste dag van de Beneluxtrein, zaterdag 8 december 2012, werd ter gelegenheid van het afscheid locomotief 1182 een slag ingezet als trekkracht.
- De HLE 11 werd op schaal HO (1/87e) nagemaakt door de firma Lima.
- Verschillende fabrieksnummers werden geproduceerd door LS Models op schaal HO (1/87). Deze zijn duurder dan de Limamodellen, maar bevatten scherpere details.

## Brand
- Op 25 juni 2005 raakte locomotief 1185 ter hoogte van de Belgisch-Nederlandse grens in brand. Er vielen geen slachtoffers, maar de schade was aanzienlijk.
- Op 10 maart 2007 raakte locomotief 1190 tussen station Kalmthout en station Wildert in brand. De machinist zette de trein stil op station Wildert, waar de reizigers makkelijk geëvacueerd konden worden. De defecte locomotief werd weggesleept naar station Schijnpoort.
- Op 19 april 2008 raakte locomotief 1184 op de Belgisch-Nederlandse grens ter hoogte van Essen in brand na een aanrijding met een personenwagen. De bestuurder van de auto overleefde het ongeval niet.